# Bram Stoker

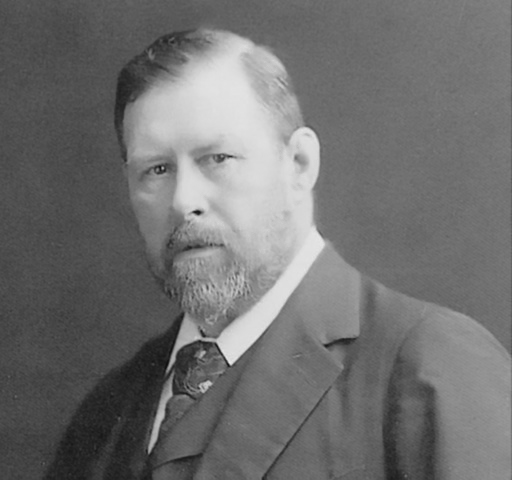
Bram Stoker (1906)

Abraham „Bram“ Stoker (* 8. November 1847 in Clontarf bei Dublin; † 20. April 1912 in London, England, Vereinigtes Königreich) war ein irischer Schriftsteller. Er wurde hauptsächlich durch seinen Roman Dracula bekannt.

## Leben
Bram Stoker wurde als drittes von sieben Kindern in Marino Crescent (damals in Clontarf bei Dublin, heute Dublin-Fairview) geboren. Er war bis zu seinem siebten Lebensjahr krank und konnte alleine weder stehen noch gehen. Diese traumatische Erfahrung spiegelt sich in seiner literarischen Arbeit wider. Ewiger Schlaf und die Wiederauferstehung der Toten, das zentrale Thema von Dracula, waren deshalb von großer Bedeutung für ihn.
Nicht nur seine Krankheit war ein Rätsel, sondern auch seine Genesung war ein Wunder für seine Ärzte.
Danach wurde er sogar Athlet und Fußballstar am Trinity College in Dublin, wo er von 1864 bis 1870 Geschichte, Literatur, Mathematik und Physik studierte. Anschließend wurde er Beamter bei der Dienstaufsichtsbehörde der Justizverwaltung in Dublin Castle (wo auch sein Vater tätig war), was ihn aber nicht zufriedenstellte. Stoker schrieb während dieser Zeit ein Handbuch für Vorsitzende bei Schnellgerichtsverfahren („magistrates' courts“ oder „petty courts“).
Er arbeitete gleichzeitig als Journalist und Theaterkritiker und schrieb Artikel für das Dublin University Magazine. Sein Interesse am Theater führte zu einer lebenslangen Freundschaft mit dem Schauspieler Henry Irving.
Stoker heiratete 1878 Florence Balcombe, eine Nachbarin aus Clontarf, die auch von Oscar Wilde umworben wurde. Er zog mit ihr in den Londoner Stadtteil Chelsea, wo er als Manager von Irvings Lyceum Theatre arbeitete. Durch die Arbeit für Irving wurde er in die Londoner „High Society“ eingeführt, wo er unter anderem auf James McNeill Whistler und Sir Arthur Conan Doyle traf. Im Gefolge von Irving bereiste Stoker die Welt. Daneben besserte er als Buchautor sein Einkommen auf. Silvester 1879 wurde der Sohn Irving Noel geboren.

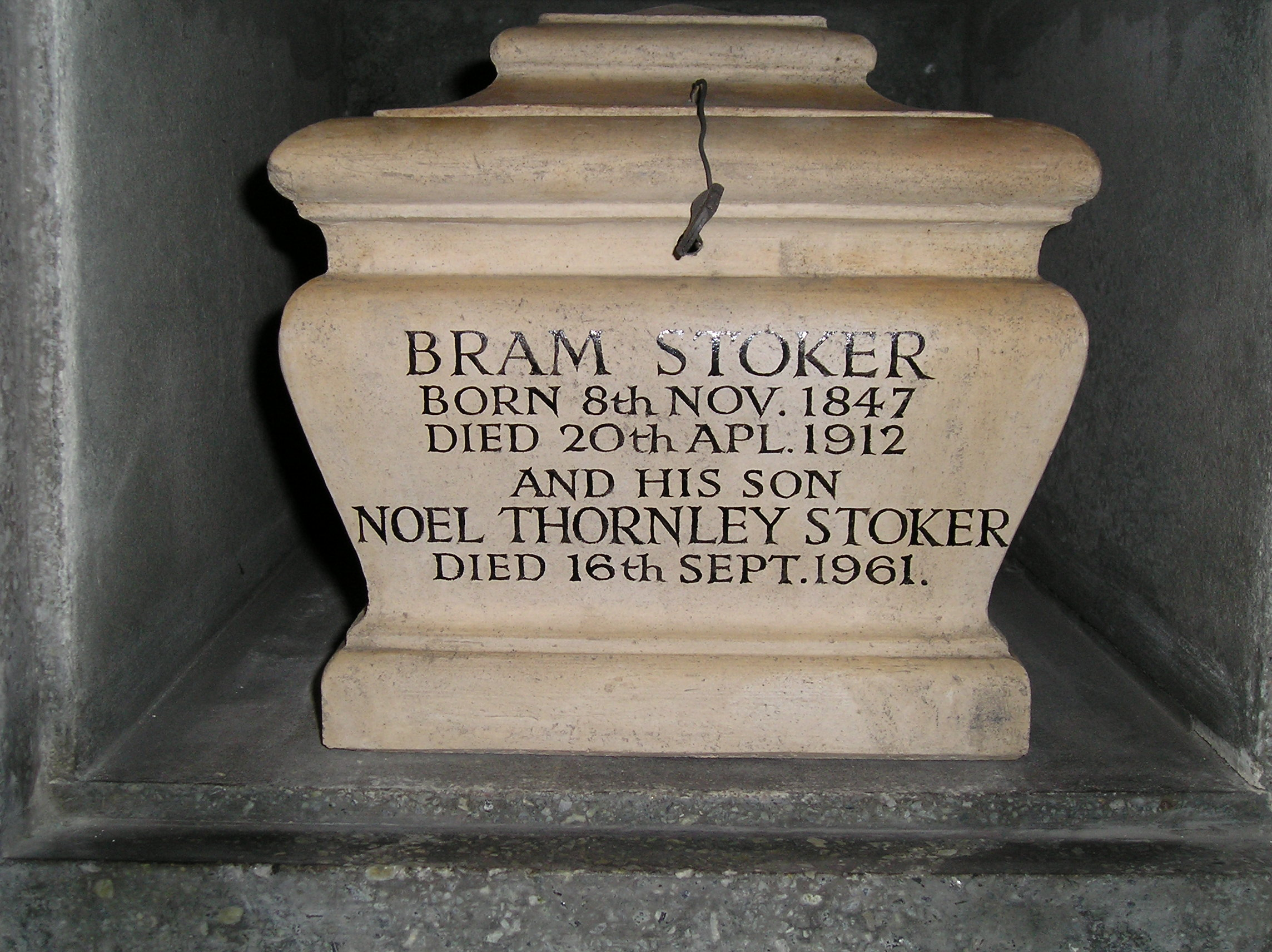
Gemeinsame Urne Stokers und seines Sohnes im Golders Green Crematorium in London

Bram Stoker erlebte den großen Erfolg seines Romans Dracula nicht mehr. Er starb nach mehreren Schlaganfällen in finanziell bescheidenen Verhältnissen 1912 in London; einige Quellen nennen als Todesursache Überarbeitung. Stokers Leichnam wurde im Golders Green Crematorium eingeäschert, die gemeinsame Urne für ihn und seinen Sohn befindet sich noch heute dort. Sein Neffe Daniel Farson behauptete in einer Biographie, Stoker sei an Syphilis gestorben, wofür es aber keinen Beleg gibt.
Zu Ehren des Autors verleiht die Vereinigung der US-amerikanischen Horrorschriftsteller seit 1987 jährlich in verschiedenen Kategorien den Bram Stoker Award. Erhalten haben ihn unter anderem Stephen King, Clive Barker, Dean Koontz und Joyce Carol Oates.

## Überzeugungen
Stoker wuchs als Protestant in der Church of Ireland auf. Er unterstützte die Liberal Party und interessierte sich sehr für irische Politik. Er unterstützte ein durch friedliche Mittel herbeigebrachtes Home Rule für Irland. Er blieb ein leidenschaftlicher Monarchist, der glaubte, dass Irland im britischen Empire bleiben sollte, denn er sah das Empire als eine Macht, die Gutes brachte. Er war Bewunderer des Premierministers William Ewart Gladstone, den er persönlich kannte, und unterstützte dessen Pläne für Irland.
Stoker glaubte an den Fortschritt und interessierte sich für Naturwissenschaft und auf Wissenschaft beruhende Medizin. Manche seiner Romane sind frühe Beispiele von Science-Fiction, wie zum Beispiel The Lady of the Shroud. Er interessierte sich für Okkultismus, insbesondere für Mesmerismus, aber er verachtete Betrug und glaubte an die Überlegenheit der Wissenschaftlichen Methode gegenüber dem Aberglauben. Er hatte Freunde bei der Geheimgesellschaft Hermetic Order of the Golden Dawn, aber es gibt keine Beweise dafür, dass Stoker jemals selbst Mitglied war. Das Gleiche gilt für die Freimaurer-Organisation und die Grand Lodge of Ireland.

## Dracula
1890 traf Stoker den ungarischen Professor Arminius Vámbéry, der ihm von der Legende des rumänischen Fürsten Vlad III. Drăculea (Drakula) erzählte. Aus diesem Charakter entwickelte Stoker die Figur des Vampirs Dracula. Sieben Jahre arbeitete Stoker an diesem Vampirroman, bis er am 18. Mai 1897 veröffentlicht wurde.
Als Gründerväter des modernen Vampirmythos können John Polidori, Joseph Sheridan Le Fanu und Bram Stoker betrachtet werden. Während erstere das generelle Interesse an der Figur des Vampirs weckten, war es Bram Stoker, der das konkrete Bild des Vampirs prägte.

„Effektvoll ist Dracula vor allem wegen seiner Mischung aus naturalistischer Schilderung und bigotter Betulichkeit. Seine Figuren vergießen viele Tränen, sind aber in kritischen Situationen so hart wie James Bond.“

## Werke

### Romane
- The Primrose Path, 1875
- The Snake’s Pass, 1890
- The Watter’s Mou’, 1895
  - Deutsch: Der Zorn des Meeres. Übersetzt von Alexander Pechmann. mareverlag, Hamburg 2020, ISBN 978-3-86648-613-3.
- The Shoulder of Shasta, 1895
- Dracula, 1897. Archibald Constable and Company, Westminster.
  - Erste vollständige dt. Ausgabe: übersetzt von Stasi Kull unter Benutzung älterer Übertragungen. Hanser (Bibliotheca Dracula), München 1967, DNB 458253286.
  - Übersetzt von Karl Bruno Leder. Kossodo (Horror mundi), Genf und Hamburg 1967, DNB 458253251.
  - diverse weitere Übersetzungen.
- Miss Betty, 1898
- The Mystery of the Sea, 1902
  - Deutsch: Das Geheimnis der See. Übersetzt von Alexander Pechmann. mareverlag, Hamburg 2024, ISBN 978-3-86648-704-8.
- The Jewel of Seven Stars, 1903. (Verfilmt 1971 als Das Grab der blutigen Mumie, 1980 als Das Erwachen der Sphinx, 1998 als Bram Stoker’s Legend of the Mummy)
  - Deutsch: Die sieben Finger des Todes. Übersetzt von Ingrid Rothmann. Bastei Lübbe (Phantastische Literatur #72002), Bergisch Gladbach 1981, ISBN 978-3-404-72002-6.
- The Man, auch The Gates of Life, 1905
- Lady Athlyne, 1908
- The Lady of the Shroud, 1909
- The Lair of the White Worm, 1911. Foulsham, London, später auch als The Garden of Evils.  (Verfilmt 1988 als Der Biss der Schlangenfrau)
  - Deutsch: Das Schloss der Schlange. Übersetzt von Ingrid Rothmann. Bastei Lübbe (Phantastische Literatur #72009), Bergisch Gladbach 1981, ISBN 978-3-404-72009-5.

### Kurzgeschichten
- Under the Sunset (1881), Märchen für Kinder
- Snowbound: The Record of a Theatrical Touring Party (1908)
- The Judge’s House
- Dracula’s Guest and Other Weird Stories (1914), Routledge & Sons, London (acht Kurzgeschichten, posthum veröffentlicht von seiner Witwe Florence Stoker)
  - dt. Draculas Gast. Sechs Gruselgeschichten, Diogenes, Zürich 1968
  - auch Im Haus des Grafen Dracula. Erzählungen, Hanser, München 1974
- Schöpfer der Schatten. Fantastische Erzählungen, Band 1, Festa, Leipzig 2022
- Das Begräbnis der Ratten. Fantastische Erzählungen, Band 2, Festa, Leipzig 2022

### Weitere Geschichten
- Bridal of Dead (alternatives Ende zu The Jewel of Seven Stars)
- Buried Treasures
- The Chain of Destiny
- The Crystal Cup
- The Dualitists; or, The Death Doom of the Double Born
- Lord Castleton Explains (Kapitel zehn von The Fate of Fenella)
- The Gombeen Man (Kapitel drei von The Snake’s Pass)
- In the Valley of the Shadow
- The Man from Shorrox
- Midnight Tales
- The Red Stockade
- The Seer (Kapitel eins und zwei von The Mystery of the Sea)
- The Watter's Mou‘

### Sachliteratur
- The Duties of Clerks of Petty Sessions in Ireland (1879)
- A Glimpse of America (1886)
- Personal Reminiscences of Henry Irving (1906)
- Famous Impostors (1910)

### Aktuelle deutsche Ausgaben (Auswahl)
- Dracula (übersetzt von Karl B. Leder), Insel (it), Frankfurt am Main 1983, ISBN 978-3-458-32786-8
- Dracula. Ein Vampirroman (übersetzt von Stasi Kull), dtv, München 2000, ISBN 978-3-423-62017-8
- Dracula, Ueberreuter (Großdruck), Wien 2007, ISBN 978-3-8000-9256-7
- Im Haus des Grafen Dracula. Erzählungen, Insel (it 1522), Frankfurt am Main 1993, ISBN 978-3-458-33222-0
- Das Schloss der Schlange, Lübbe, München 2006, ISBN 978-3-404-15590-3
- Dracula, Anaconda, Köln 2008, ISBN 978-3-86647-293-8
- Draculas Gast (übersetzt von Heiko Postma), jmb, Hannover 2010, ISBN 978-3-940970-86-2
- Der Zorn des Meeres (übersetzt von Alexander Pechmann), mareverlag, Hamburg 2020, ISBN 978-3-86648-613-3
- Das Geheimnis der See (übersetzt von Alexander Pechmann), mareverlag, Hamburg 2024, ISBN 978-3-86648-704-8

## Dokumentationen
- Dracula lebt – Das Vermächtnis des Grafen, ZDF, 2011[6]